# Arthrocnodax
Arthrocnodax är ett släkte av tvåvingar. Arthrocnodax ingår i familjen gallmyggor.

## Dottertaxa tillArthrocnodax, i alfabetisk ordning[1]
- Arthrocnodax abdominalis
- Arthrocnodax alatavicus
- Arthrocnodax alyssiiphilus
- Arthrocnodax americanus
- Arthrocnodax annulatus
- Arthrocnodax asiaticus
- Arthrocnodax beardsleyi
- Arthrocnodax berteroaphilus
- Arthrocnodax bromiphilus
- Arthrocnodax campanulae
- Arthrocnodax chondrillaphilus
- Arthrocnodax clematitis
- Arthrocnodax constrictus
- Arthrocnodax coprae
- Arthrocnodax coryligallarum
- Arthrocnodax diaspidis
- Arthrocnodax erianeus
- Arthrocnodax fagi
- Arthrocnodax fragariae
- Arthrocnodax fraxinellus
- Arthrocnodax galiobiae
- Arthrocnodax gemmarum
- Arthrocnodax geranii
- Arthrocnodax haloxylonis
- Arthrocnodax hieraciis
- Arthrocnodax humilis
- Arthrocnodax incanus
- Arthrocnodax jaapi
- Arthrocnodax lepidiis
- Arthrocnodax limonii
- Arthrocnodax lycii
- Arthrocnodax mali
- Arthrocnodax medicaginis
- Arthrocnodax meridionalis
- Arthrocnodax minutus
- Arthrocnodax moricola
- Arthrocnodax nepetae
- Arthrocnodax orientalis
- Arthrocnodax origani
- Arthrocnodax paeoniae
- Arthrocnodax peregrina
- Arthrocnodax radiolae
- Arthrocnodax reaumuriae
- Arthrocnodax rhoinus
- Arthrocnodax rodiolae
- Arthrocnodax rutherfordi
- Arthrocnodax sajramicus
- Arthrocnodax saliciphilus
- Arthrocnodax salviae
- Arthrocnodax silvestri
- Arthrocnodax spiraeae
- Arthrocnodax tanaceti
- Arthrocnodax thymiphilus
- Arthrocnodax walkeriana
- Arthrocnodax wissmanni
- Arthrocnodax vitis